# Moscow (Ohio)
Moscow – wieś w Stanach Zjednoczonych, w stanie Ohio, w hrabstwie Clermont.